# 国民革命军第四十军
国民革命军第四十军，為中華民國國民革命軍陸軍使用的部隊編號，這個番號主要提供由投靠中央軍中的西北軍系部隊使用，最後改組為陸軍澎湖防守司令部。

## 沿革

### 湖南軍閥系統（1927—1928）
1926年8月28日，贺耀祖率湘军第1师与湘军总司令赵恒惕决裂，投靠國民政府，參與國民革命軍北伐，但贺耀祖並非將部隊交付廣州國民政府指揮改編，而是投靠新桂系，被納入國民革命軍第七軍序列，做為第七軍麾下的獨立第2師。隨後獨2師在湖南省、江西省等地與孫傳芳部隊交戰，佔領九江，並成為攻入南京的首批部隊之一。因第一階段北伐戰功，在民國十六年（1927）3月26日，国民政府将独立第2师扩编为國民革命軍第四十军，军长贺耀祖。下辖：
- 第1师，师长谷正伦；
- 第2师，师长杨永清；
- 第3师，师长毛秉文。

1928年2月16日四十军整编，重新任命贺耀祖为军长，副军长毛秉文，谢履任参谋长。下辖第1、第2、第3师依編號改名為國民革命軍第82、第83和第84师，并另组建教导师，龚宪任师长。7月後因國軍裁軍計畫，四十軍被併編為國民革命軍第8師，師長毛秉文，第8師此後作為国民革命军第三十七軍的基幹部隊，與四十軍脫離關係。

### 西北軍系統（1930—1949）
1930年10月中原大战结束后，庞炳勋任总指挥的反蒋联军第三路军向張學良投誠，張學良派遣親信富占魁前往沁縣收編龎炳勛部隊，改名為陸軍步兵第一師，在民國二十年（1931）6月更名為國民革命軍第39師。同年8月，國民政府軍委會同意由39師為基礎成立國民革命軍第四十軍，軍長龎炳勛兼39師師長，副軍長馬法五。
民國二十二年（1933），參加長城戰役。1934年10月，被编为西北剿匪军第2预备队，对撤出鄂豫皖苏区转入长征的红二十五军围追堵截作战。抗日戰爭前四十軍駐紮在山西省運城一帶，麾下僅編制39師一單位，但是該師除下轄的115、116旅，另外還有1補充團編制，故該步兵師實際為5步兵團制編裝，實質編制兵力超過1.2萬人。
民國二十六年（1937）7月抗日戰爭爆發後，四十軍自運城開拔開拔到河北省石家莊，接受國民革命軍第二十九軍指揮，抵抗日軍在華北入侵，後因戰爭態勢擴大，轉隸屬第一集團軍。同年9月，四十軍投入平綏鐵路沿線作戰，於津浦鐵路北段的滄州與日軍交戰，為滄州戰役，遭日軍擊敗南撤，於江蘇省連雲港市一帶休補，並擔負黃河河口海防任務。
民國二十七年（1938）1月，四十軍投入徐州会战，佈署在山東省南部臨沂市，與國民革命軍第五十九軍配合，在重大損失的代價下阻擋了日本帝國陸軍第5師團部隊南下，為台儿庄战役獲勝奠定基石。民國二十七底，騎兵第14旅（旅長张占魁，西北軍）編入四十軍強化戰力。
民國二十八年（1939）初，國民革命軍陸軍第四十三軍麾下之國民革命軍第106師（师长沈克）編入四十軍強化戰力，参加1939年冬季攻势作战。
1948年9月，整编第40师恢复第40军番号，隶属第12绥靖区：
- 军长李振清
- 第39师
- 第106师，赵天兴任师长
- 第264师：由豫北师管区组建，师管区副司令王锡龄任少将师长

1948年10月，军部率第106师参加郑州战役。1948年11月初，第39师奉命由安阳开赴徐州参战，编入李弥第13兵团。在淮海战役第三阶段，第39师扩编为第一一五军被全歼于陈官庄地区。1949年4月安新战役中第43师在安阳地区被全歼，军部率第106、第264师在新乡地区投降，僅有軍長李振清與少數官兵在投降前以空運方式離開包圍圈。
雖然四十軍在大陸幾乎沒有剩餘，但李振清將四十軍的少量軍部軍官帶往台灣，改組為陸軍澎湖防守司令部。